# Skovfoged
Skovfoged (skovtekniker), men i dag (2014) Skov- og landskabsingeniør, er en person, som primært er beskæftiget ved skovbrug som driftsleder, med ansvar for tilrettelæggelse af arbejdsgange for ansatte, disponering af maskiner, salg af skovprodukter, administrerer vildt- og jagtforhold etc.
I skovbrugene er skovfogeden underlagt områdets skovrider og er chef for eventuelle skovløbere og andet personel.
Flere skovfogeder, der har den nyere uddannelse til skov- og landskabsingeniør (den tidligere hed skovtekniker) er i dag ansat uden for det egentlige skovbrug.

## Arbejdsområder
Skovfogeder bliver blandt andet ansat indenfor følgende områder:
- Skovbrug – statslige og private skove
- Skoventreprenører
- Savværker – produktionsplanlægning og administrative opgaver
- Træindustrien – produktion, produktudvikling og salgsarbejde
- Planteskoleer
- Kommuner – landskabsafdelinger og tekniske forvaltninger, arealplanlægning, landskabspleje og naturfredning.

## Uddannelse (2020)
Uddanelsen til Skov- og landskabsingeniør, kan foretages på Skovskolen i Nødebo, eller på Skovskolens afdeling på Eldrupgård ved Auning, Institut for Geovidenskab og Naturforvaltning, Københavns Universitet.
Uddannelsen tager fire år hvoraf 3/4 år er praktik i erhvervet.
Kravene for optagelse på uddannelse er studentereksamen eller kvote 2

## Ekstern henvisninger
- UddannelsesGuiden - Skovfoged Arkiveret 23. februar 2014 hos  Wayback Machine
- UddannelsesGuiden – Skov- og landskabsingeniør
- Hvordan bliver man Skovfoged
- KØBENHAVNS UNIVERSITET – Skov- og landskabsingeniør (professionsbachelor)